# Lijst van graven van Valencijn
Dit is een lijst van graven van Valencijn of Valenciennes (mark Valencijn).

## Graven van Valencijn
| Naam        | Periode    | Opmerkingen |
| ----------- | ---------- | ----------- |
| Amalricus   | 957 - 973  |             |
| Warinharius | 973        |             |
| Arnulf      | 976 - 1012 |             |

## Markgraven van Valencijn
| Naam                        | Periode         | Opmerkingen                                          |
| --------------------------- | --------------- | ---------------------------------------------------- |
| Boudewijn V van Vlaanderen  | 1013 - 1045     | afgezet wegens zijn rebellie tegen de keizer         |
| Reinier van Hasnon          | 1045 - ca. 1047 | vermoedelijke vader van Richilde van Henegouwen      |
| Herman van Bergen           | ca. 1047 - 1051 | uit hoofde van zijn echtgenote Richilde van Egisheim |
| Boudewijn VI van Vlaanderen | 1051 - 1070     | uit hoofde van zijn echtgenote Richilde van Egisheim |
|                             | 1071            | *                                                    |

* In 1071 ging de mark Valencijn op in het nieuwe gevormde (gerefeodeerde) graafschap Henegouwen.